# Georg Rosner

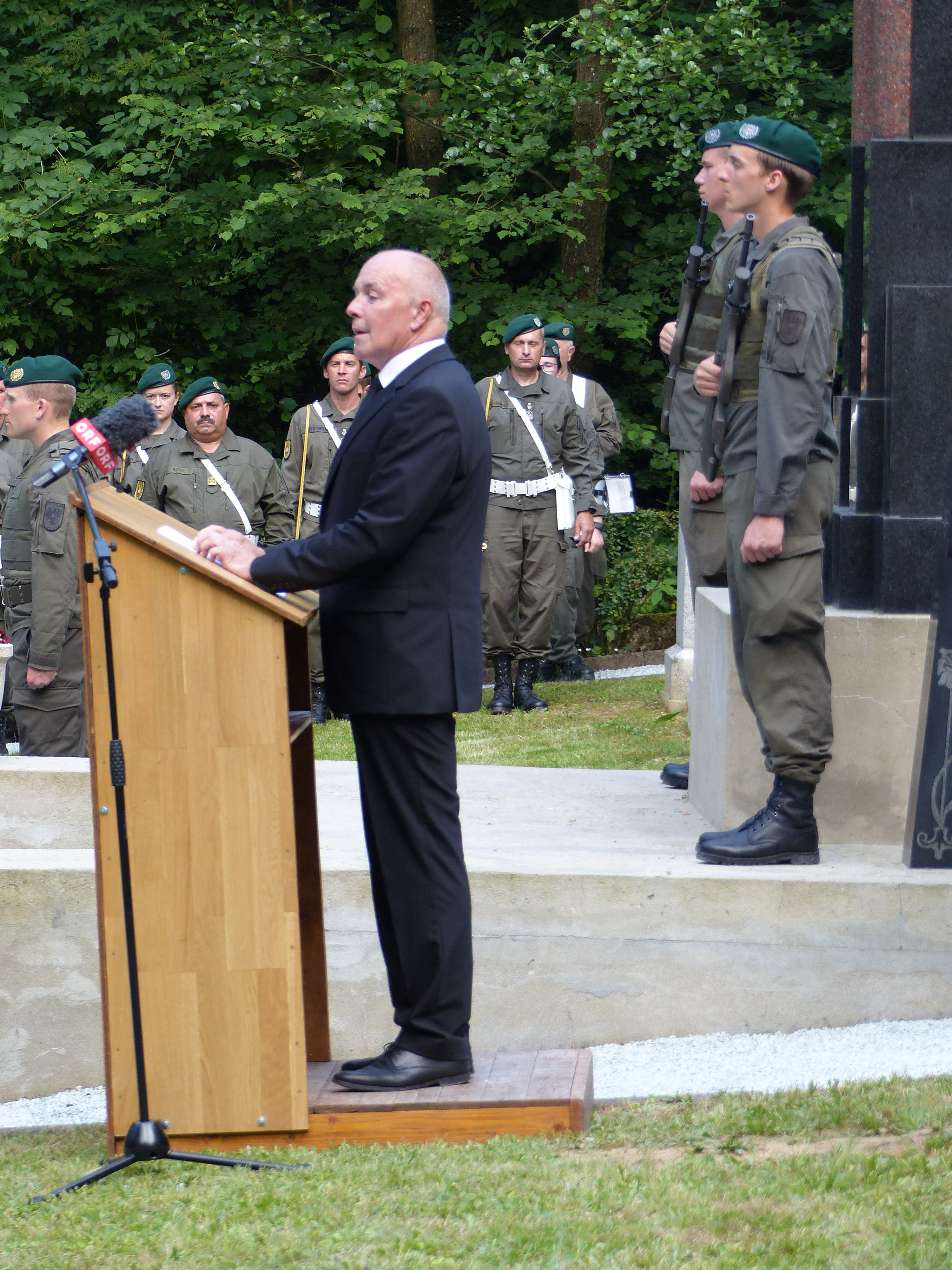
Georg Rosner bei einer Ansprache auf dem sowjetischen Soldatenfriedhof in Oberwart.

Georg Rosner (* 1962) ist ein österreichischer Politiker (ÖVP). Er ist seit 2012 Bürgermeister von Oberwart und war von Juli 2015 bis Dezember 2022 Abgeordneter zum Burgenländischen Landtag, wo er ab Februar 2020 als Zweiter Landtagspräsident fungierte.

## Leben
Georg Rosner legte nach dem Besuch der Volks- und Hauptschule die Matura ab und machte eine Ausbildung zum Vermessungstechniker.
Im Zuge der Gemeinderatswahlen im Burgenland 2012 kam es in Oberwart zu einer Bürgermeister-Stichwahl am 4. November 2012, die Georg Rosner gegen den bisherigen Amtsinhaber Gerhard Pongracz (SPÖ) für sich entscheiden konnte, Rosner ist seitdem Bürgermeister von Oberwart. Am 9. Juli 2015 wurde er in der XXI. Gesetzgebungsperiode als Abgeordneter zum Burgenländischen Landtag angelobt, wo er als ÖVP-Bereichssprecher für  Gesundheit sowie Verkehr und Infrastruktur fungiert und Mitglied im Finanz-, Budget- und Haushaltsausschuss, im Sozialausschuss und im Umweltausschuss ist.
Beim Anschlag in Stockholm 2017 am 7. April befand er sich gemeinsam mit Niki Berlakovich, Marianne Hackl und Walter Temmel in der Nähe des Anschlagortes.
Bei den Gemeinderatswahlen im Burgenland 2017 wurde er mit 58,1 Prozent der Stimmen als Bürgermeister wiedergewählt. Im März 2018 wurde er zum Vizepräsidenten des Burgenländischen Gemeindebundes gewählt. Im April 2018 folgte er Michaela Resetar als ÖVP-Bezirksparteiobmann im Bezirk Oberwart nach.
Bei der Landtagswahl 2020 kandidierte er als Spitzenkandidat im Landtagswahlkreis 5. Im Februar 2020 wurde er von der ÖVP als Nachfolger von Rudolf Strommer für das Amt des Zweiten Landtagspräsidenten nominiert. Am 17. Februar 2020 wurde er mit 11 von 36 Stimmen zum Zweiten Landtagspräsidenten gewählt. Bei der Bürgermeisterwahl im Oktober 2022 wurde er als Bürgermeister bestätigt.
Im Oktober 2022 wurde bekannt, dass er aus dem Landtag ausscheidet. Als Zweiter Landtagspräsident folgte ihm am 14. Dezember 2022 Walter Temmel nach, sein Mandat übernahm Hans Unger. Im November 2023 folgte ihm Unger auch als ÖVP-Bezirksparteiobmann nach.